# La scatola dei bottoni di Gwendy
La scatola dei bottoni di Gwendy (Gwendy's Button Box) è un romanzo horror scritto a quattro mani da Stephen King e da Richard Chizmar pubblicato negli USA il 16 maggio 2017 dalla casa editrice Cemetery Dance e il 20 marzo 2018 da Sperling & Kupfer, in Italia.
È stato scritto un sequel del romanzo, La piuma magica di Gwendy, scritto solo da Chizmar ma con la prefazione di King.

## Trama
Castle Rock. È il 1974 e la dodicenne Gwendy Peterson, dopo un terribile anno scolastico passato a sopportare gli attacchi di bullismo da parte di alcuni compagni per via del suo eccessivo peso, decide di dimagrire e rimettersi in forma correndo tutti i giorni (domeniche comprese) sulla montagnetta vicino a casa. Percorre ogni giorno i 405 scalini che compongono la "Scala del Suicidio", una scala di ferro a zig zag sul fianco del dirupo fissata con dei bulloni di ferro, robusti ma arrugginiti dagli anni.
Il 22 agosto, quando arriva in cima, viene avvicinata da un signore sui 38 anni vestito con dei jeans neri, una camicia bianca con i bottoni slacciati in alto, un elegante cappello nero ed un pastrano nero al posto della giacca; per tutta la settimana, Gwendy lo ha sempre visto seduto sulla panchina intento a leggere un libro, ma non aveva mai cercato nessun approccio. L'uomo, di bell'aspetto e con due begli occhi azzurri, si presenta con il nome di Richard Farris e, nonostante la titubanza iniziale di Gwendy, riesce a farla sedere sulla panchina ed a parlare con lei. Le dice che la tiene d'occhio da un po', le chiede come mai corra tutti i giorni e lei inizia a confidarsi raccontandogli che il suo compagno di scuola Frankie Stone aveva iniziato a chiamarla "Goodyear" per sbeffeggiarla e, poco a poco, tutta la scuola aveva iniziato a prenderla in giro. Gli spiega anche che il nome della scala che percorre ogni giorno si riferisce al fatto che, nel 1934 e una seconda volta pochi anni prima, un ragazzo e successivamente una ragazza erano saliti in cima per poi buttarsi nel vuoto suicidandosi. Gwendy intanto continua a stupirsi di quanto si stia aprendo con uno sconosciuto, arrivando a pensare che, in quanto tale, forse sia più facile confidarsi. 
Ad un certo punto, Farris si fa serio e sfila da sotto la panchina una bellissima scatoletta di mogano luccicante lunga una quarantina di centimetri, larga una trentina e alta circa la metà. Sulla cima della scatola ci sono otto bottoni: sei, accoppiati per colore, disposti su file (verde chiaro-verde scuro, giallo-arancione, blu-viola), quindi uno rosso all'estremità sinistra ed uno nero all'estremità destra. Infine, si trovano due levette - una per lato - e una feritoia nel mezzo. Farris spiega alla ragazzina che i bottoni sono molto duri da schiacciare, mentre le levette si muovono più facilmente, quindi la spinge a tirare la levetta di sinistra: dalla fessura esce un vassoietto con sopra un cioccolatino a forma di cane. Farris convince Gwen a mangiarlo promettendole che uno solo di questi cioccolatini al giorno le toglierà la voglia di mangiarne un altro, di chiedere bis, di fare spuntini fuori pasto e che sarà sempre sazia. Non appena assaggiato, la ragazza si rende conto di non aver mai mangiato nulla di così dolce e rimane soddisfatta, ma senza sentire la voglia di mangiarne un altro. Subito dopo Farris le dice di tirare la levetta di destra sulla scatola: dalla feritoia viene fuori una grossa moneta d'argento. L'uomo dice a Gwendy che si tratta di un dollaro Morgan del 1891, molto raro e di grande valore. Questo dollaro non verrà fuori dalla scatola tutti i giorni come i cioccolatini, ma solo una volta ogni tanto. Sebbene Gwendy non capisca perché proprio lei debba tenere lei la scatola, inizia a fare domande sui bottoni e sul loro funzionamento: il verde chiaro rappresenta l'Asia, il verde scuro l'Africa, l'arancione è l'Europa, il giallo è l'Oceania, il blu il Nordamerica e il viola il Sudamerica; Il pulsante rosso rappresenta "quello che ti pare" ed è l'unico a poter essere schiacciato più volte, mentre il nero è il pulsante del "tutto quanto". Prima di congedarsi, Gwendy chiede al il signor Farris cosa succederebbe se lei schiacciasse uno di quei bottoni e lui, un attimo prima di sparire nel nulla gli risponde: "Perché mi chiedi qualcosa che sai già?". Arrivata a casa, la ragazza non riesce a trovare un posto adatto per poter conservare la scatola evitando che i genitori possano scoprirla e farle mille domande; decide così di infilarla nella fessura della quercia piantata nel suo giardino, ad un ramo della quale è fissata un'altalena fatta con un vecchio copertone, per molti anni il suo gioco preferito.
Quasi ogni giorno Gwendy tira la levetta sinistra e mangia il cioccolatino così da non sentire il bisogno di esagerare con il cibo. La scuola prosegue bene e Frankie Stone, il bullo che la perseguitava da tempo, non si vede quasi mai in giro (per quanto tuttavia in giro si continui a parlare di lui come di un ragazzo sbandato, che sta prendendo una brutta strada). Un anno dopo aver ricevuto la scatola (e un anno dopo il suo incontro con il signor Farris), Gwendy mangia un cioccolatino a settimana, si sente bene, è dimagrita, è diventata velocissima nella corsa ed ha smesso di mettere gli occhiali perché ha ripreso tutti i 10 decimi di vista. Al primo anno di liceo la sua amica del cuore dall'infanzia Olive arriva a definirla "uno schianto". Una sera, portando fuori la spazzatura, Gwen si imbatte in Frankie Stone, divenuto nel frattempo brutto e trasandato, il quale la molesta abbastanza pesantemente. Lei gli intima di lasciarla in pace e lui la insulta, la strattona e le tira addosso una lattina ferendola alla testa. Gwendy scappa in casa arrabbiatissima; durante la notte sogna di far del male al ragazzo e la mattina dopo apprende dai genitori che la stessa notte Frankie è finito all'ospedale dopo aver fatto un incidente in bici. La ragazza si spaventa e così comincia a credere che la scatola abbia un'anima. 
Nel frattempo, trascorrono tre anni da quando Gwendy è entrata in possesso della scatola. All'inizio del secondo anno di liceo, la ragazza decide di andare in un negozio di antiquariato per scoprire il valore di tutti i dollari di argenti raccolti dalla sua scatola, tuttavia sceglie infine di non venderli e conservarli, appagata dal solo averne conosciuto l'elevato valore. Uscendo dall'antiquario le sembra di scorgere il signor Farris tra la folla ma questi sparisce subito. Una volta tornata a casa, Gwendy viene assalita dalla curiosità sulle tre file di bottoni colorati (corrispondenti ciascuno ad un continente della Terra) che in tutti questi anni non ha mai usato: inizia così a fare una ricerca approfondita sui luoghi desolati del mondo, concentrandosi infine su una piccola zona del Sudamerica, pensando che questa possa essere al massimo interessata da un terremoto o da un incendio. Preme dunque il pulsante rosso e va a dormire. 
La mattina seguente Gwendy si sveglia in preda alla febbre (non si era più ammalata dal giorno della consegna della scatola) e, seduta a tavola per la colazione, scopre dai suoi genitori che nella Guyana francese il capo di una setta ha spinto ben 900 seguaci al suicidio, notizia che sconvolge letteralmente la ragazza. Più tardi, a scuola litiga con Olive che la accusa di pensare solo a se stessa ed ai ragazzi fregandosene della loro amicizia. Nei giorni successivi Gwendy proverà a far pace con l'amica, tuttavia i rapporti tra le due amiche rimarranno sempre freddi. In vista della retta che andrà pagata per andare al college, la ragazza decide di rivolgersi all'associazione Veterani per vendere un paio di monete della scatola e, nell'occasione, fa la conoscenza del signor Lenny, un veterano che la prende in simpatia e le compra i dollari senza farsi mancare una lunga chiacchierata su vari argomenti. Uscita dall'Associazione Gwen si imbatte di nuovo in Frankie Stone, che anche stavolta non perde occasione per minacciarla: questa volta è il signor Lenny a difenderla, distraendo il ragazzo e permettendole di scappare verso casa. 
Trascorrono altri due anni: nel 1979 Gwendy inizia un lavoretto che la occupa tre sere a settimana presso il drive in locale. È un periodo felice della sua vita, dove tutto sembra andare a gonfie vele: a scuola ha voti altissimi, è diventata capitano della squadra di corsa all'aperto, è magra e bella ed i suoi genitori, oltre ad aver smesso entrambi di bere da anni, sono pure tornati insieme. Una sera, dopo aver ascoltato una notizia su una possibile, imminente catastrofe nucleare, la ragazza rimane tentata dall'usare ancora un bottone della scatola (quello rosso, corrispondente a "quello che ti pare") per scongiurare il possibile disastro; l'emergenza regredirà poco dopo ad uno stato di normalità, come da seguente annuncio del notiziario, ma Gwen inizia a domandarsi cosa lei possa effettivamente cambiare nel mondo con quella Scatola. Alla fine, decide di non premere nessun bottone. Verso la fine dell'anno scolastico, la ragazza riceve una tristissima notizia: scopre infatti che Olive, la sua migliore amica, ha scalato la "Scala del Suicidio" e si è buttata giù dal dirupo. Gwendy pensa a quanto Olive fosse una ragazza piuttosto problematica, ma inizia a sentirsi in colpa credendo che i suoi pensieri possano aver spinto la ragazza a compiere quel gesto. Qualche giorno dopo, il giornale dà la notizia che la "Scala del Suicidio" è misteriosamente crollata, improvvisamente e senza alcun preavviso. Gwen decide pertanto di non voler più avere a che fare con la scatola, la nasconde in fondo all'armadio e continua a vivere la sua vita: conosce un ragazzo, Harry Streeter e tra i due è subito amore a prima vista; non è più la migliore studentessa della scuola, i suoi risultati nella corsa sono lievemente peggiorati, il suo peso è aumentato di 3 chili, ma è comunque molto felice e pensa che anche senza la scatola dei bottoni possa star bene. Una mattina, però, la ragazza si sveglia abbracciata alla scatola, con un dito appoggiato sul pulsante nero (che corrisponde a "tutto quanto"); dalla fessura è uscito un vassoietto con sopra un animaletto di cioccolato, ma Gwendy rifiuta l'offerta della scatola e lo butta nel gabinetto, nascondendo nuovamente la stessa in fondo all'armadio.
Un pomeriggio di primavera, mentre si trova con Harry al parco, Gwendy vede un cappello appoggiato sull'erba, che riconosce subito essere quello del signor Farris; di lui, tuttavia, non vi è nessuna traccia. Verso la fine di maggio, Gwen ed Harry hanno già pianificato i loro prossimi impegni futuri, tra studio e vacanze, e si preparano dunque per la festa di fine anno scolastico. A casa della ragazza, mentre sono impegnati a provare i rispettivi vestiti per il ballo, vengono improvvisamente aggrediti da Frankie Stone, che si era nascosto nell'armadio (proprio il posto in cui è nascosta la scatola). Tra il malvivente ed Harry inizia una colluttazione, alla fine della quale Frankie afferra la scatola dei bottoni - capitatagli sotto mano - e colpisce a morte Harry. Gwendy è disperata, sia per la morte del fidanzato sia perché la scatola adesso è nelle mani di Frankie; prova dunque a sedurre quest'ultimo, che inizialmente sembra cascare nel tranello, ma poi, capendo l'inganno, ferisce la ragazza ad un piede con un coltello. Gwen lo spinge via, riesce a riprendere il controllo della scatola e schiaccia con forza il pulsante rosso ("quello che ti pare") urlando a Frankie di marcire all'inferno. Nello stesso istante, Frankie Stone scompare per non comparire mai più.
Trascorrono altri cinque anni. Nel 1984, Gwendy si laurea e decide di trascorrere l'estate a Castle Rock prima di partire per il college. Durante la sua ultima sera a casa, mentre è in cucina in procinto di cenare con una fetta di torta e un bicchiere di latte vede sul tavolo un cappello, dopo ben 10 anni il signor Farris è tornato e adesso è lì, davanti a lei. Dopo un breve saluto, i due si siedono una di fronte all'altro ed iniziano a parlare. Gwen comincia a parlare del suo fallimento come custode della scatola, in quanto ha provocato un suicidio di massa, la morte dell'amica Olive, quella di Frankie Stone insieme ad altre cose spiacevoli. Farris, tuttavia, la rassicura, complimentandosi per il suo un ottimo lavoro e spiegandole che alcune sue decisioni hanno scongiurato delle possibili calamità: il suicidio di massa sarebbe comunque avvenuto, mentre Olive, per ammissione della stessa Gwendy, era una ragazza problematica e probabilmente nessuno avrebbe potuto distoglierla dal compiere il gesto estremo. Frankie Stone, invece, lui sì che era stato un "lavoro" della scatola. 
Giunti ai saluti, poco prima di farsi consegnare la scatola e congedarsi, il signor Farris decide di lasciare una premonizione alla ragazza circa il suo brillante futuro, senza tuttavia esagerare, per paura che, sapendo troppo, potrebbe cambiare qualcosa: si limita dunque a dire che in futuro sarà felice.

## Edizioni
- Stephen King e Richard Chizmar, La scatola dei bottoni di Gwendy, traduzione di Giovanni Arduino, Sperling & Kupfer, 2018,  p. 240, ISBN 978-88-200-6433-4.